# Ulvik
Ulvik är en kyrkby som utgör centralort och enda tätort i Ulviks kommun i Vestland fylke i västra Norge. Orten ligger vid änden av fylkesväg 572, längst inne i Ulvikafjorden. Här finns Ulviks kyrka.

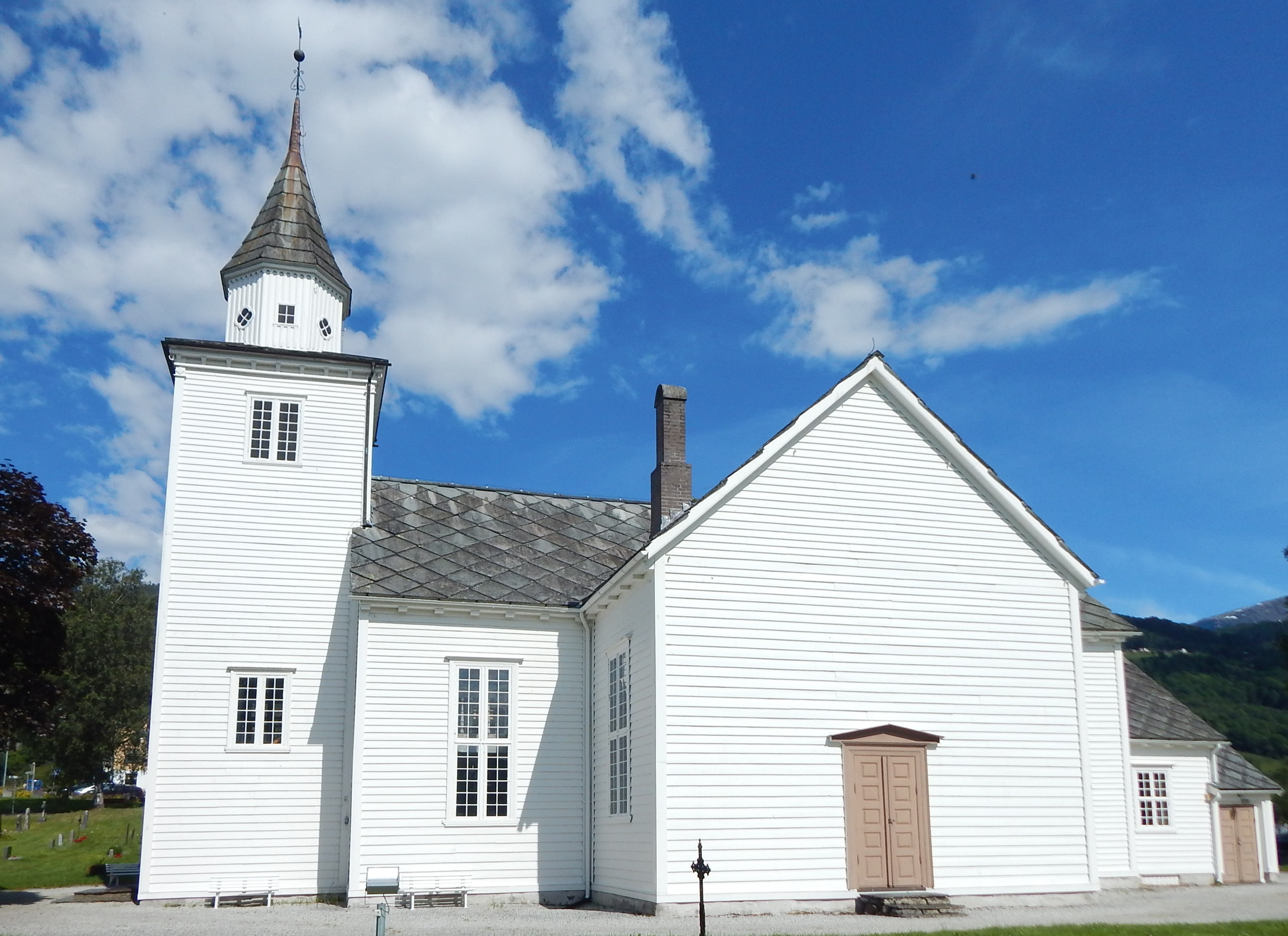
Ulviks kyrka.